# Szászzalatnai erődtemplom
A szászzalatnai erődtemplom műemlékké nyilvánított épület Romániában, Szeben megyében. A romániai műemlékek jegyzékében az SB-II-a-B-12590 sorszámon szerepel.